# Premi Oscar 2021
La 93ª edizione dei premi Oscar si è tenuta a Los Angeles sia al Dolby Theatre che alla Union Station il 25 aprile 2021, due mesi dopo rispetto a quanto originariamente previsto, a causa della pandemia di COVID-19.
A causa della pandemia, i criteri di ammissibilità dei film sono stati modificati per tenere conto di quelli originariamente destinati ad essere distribuiti nelle sale ma che, alla fine, sono stati distribuiti direttamente in streaming; si tratta della quarta volta che la cerimonia dei premi Oscar è stata posticipata e la prima volta dall'edizione del 1934 in cui i film usciti in due diversi anni solari potranno essere candidati alla stessa edizione. A partire da questa edizione si è inoltre deciso di unire i due premi dedicati al sonoro in un'unica categoria, l'Oscar al miglior sonoro, riducendo il numero totale di categorie a 23. Altre modifiche riguardano i criteri per la miglior colonna sonora, che per essere candidata dovrà includere almeno il 60% di musica originale, l'80% per film di franchise o seguiti, e la votazione preliminare per il miglior film internazionale, da quest'edizione aperta a tutti i membri votanti dell'Academy.
Le candidature sono state annunciate il 15 marzo 2021 da Priyanka Chopra e Nick Jonas; il film che ha ottenuto più nomination è stato Mank, con 10 candidature, mentre il film che si è aggiudicato più premi è stato Nomadland, con 3 statuette vinte (compresa quella per il miglior film).

## Vincitori e candidati
Vengono di seguito indicati in grassetto i vincitori. Ove ricorrente e disponibile, viene indicato il titolo in lingua italiana e quello in lingua originale tra parentesi.

### Miglior film
- Nomadland, regia di Chloé Zhao
- The Father - Nulla è come sembra (The Father), regia di Florian Zeller
- Una donna promettente (Promising Young Woman), regia di Emerald Fennell
- Judas and the Black Messiah, regia di Shaka King
- Mank, regia di David Fincher
- Minari, regia di Lee Isaac Chung
- Il processo ai Chicago 7 (The Trial of the Chicago 7), regia di Aaron Sorkin
- Sound of Metal, regia di Darius Marder

### Miglior regista
- Chloé Zhao - Nomadland
- Lee Isaac Chung - Minari
- Emerald Fennell - Una donna promettente (Promising Young Woman)
- David Fincher - Mank
- Thomas Vinterberg - Un altro giro (Druk)

### Miglior attore protagonista
- Anthony Hopkins - The Father - Nulla è come sembra (The Father)
- Riz Ahmed - Sound of Metal
- Chadwick Boseman - Ma Rainey's Black Bottom
- Gary Oldman - Mank
- Steven Yeun - Minari

### Miglior attrice protagonista
- Frances McDormand - Nomadland
- Viola Davis - Ma Rainey's Black Bottom
- Andra Day - Gli Stati Uniti contro Billie Holiday (The United States vs. Billie Holiday)
- Vanessa Kirby - Pieces of a Woman
- Carey Mulligan - Una donna promettente (Promising Young Woman)

### Miglior attore non protagonista
- Daniel Kaluuya - Judas and the Black Messiah
- Sacha Baron Cohen - Il processo ai Chicago 7 (The Trial of the Chicago 7)
- Leslie Odom Jr. - Quella notte a Miami... (One Night in Miami...)
- Paul Raci - Sound of Metal
- Lakeith Stanfield - Judas and the Black Messiah

### Miglior attrice non protagonista
- Youn Yuh-jung - Minari
- Maria Bakalova - Borat - Seguito di film cinema (Borat Subsequent Moviefilm: Delivery of Prodigious Bribe to American Regime for Make Benefit Once Glorious Nation of Kazakhstan)
- Glenn Close - Elegia americana (Hillbilly Elegy)
- Olivia Colman - The Father - Nulla è come sembra (The Father)
- Amanda Seyfried - Mank

### Migliore sceneggiatura non originale
- Christopher Hampton e Florian Zeller - The Father - Nulla è come sembra (The Father)
- Ramin Bahrani - La tigre bianca (The White Tiger)
- Sacha Baron Cohen, Anthony Hines, Dan Swimer, Peter Baynham, Erica Rivinoja, Dan Mazer, Jena Friedman e Lee Kern, soggetto di Sacha Baron Cohen, Anthony Hines, Dan Swimer e Nina Pedrad - Borat - Seguito di film cinema (Borat Subsequent Moviefilm: Delivery of Prodigious Bribe to American Regime for Make Benefit Once Glorious Nation of Kazakhstan)
- Kemp Powers - Quella notte a Miami... (One Night in Miami...)
- Chloé Zhao - Nomadland

### Migliore sceneggiatura originale
- Emerald Fennell - Una donna promettente (Promising Young Woman)
- Will Berson e Shaka King, soggetto di Will Berson, Shaka King, Kenny Lucas e Keith Lucas - Judas and the Black Messiah
- Lee Isaac Chung - Minari
- Darius Marder e Abraham Marder, soggetto di Darius Marder e Derek Cianfrance - Sound of Metal
- Aaron Sorkin - Il processo ai Chicago 7 (The Trial of the Chicago 7)

### Miglior film internazionale
- Un altro giro (Druk), regia di Thomas Vinterberg (Danimarca)
- Collective (Colectiv), regia di Alexander Nanau (Romania)
- L'uomo che vendette la sua pelle (The Man Who Sold His Skin), regia di Kaouther Ben Hania (Tunisia)
- Quo vadis, Aida?, regia di Jasmila Žbanić (Bosnia ed Erzegovina)
- Shàonián de nǐ, regia di Derek Tsang (Hong Kong)

### Miglior film d'animazione
- Soul, regia di Pete Docter
- Onward - Oltre la magia  (Onward), regia di Dan Scanlon
- Over the Moon - Il fantastico mondo di Lunaria (Over the Moon), regia di Glen Keane
- Shaun, vita da pecora: Farmageddon - Il film (A Shaun the Sheep Movie: Farmageddon), regia di Will Becher e Richard Phelan
- Wolfwalkers - Il popolo dei lupi (Wolfwalkers), regia di Tomm Moore e Ross Stewart

### Migliore fotografia
- Erik Messerschmidt - Mank
- Sean Bobbitt - Judas and the Black Messiah
- Phedon Papamichael - Il processo ai Chicago 7 (The Trial of the Chicago 7)
- Joshua James Richards - Nomadland
- Dariusz Wolski - Notizie dal mondo (News of the World)

### Migliore scenografia
- Donald Graham Burt e Jan Pascale - Mank
- David Crank ed Elizabeth Keenan - Notizie dal mondo (News of the World)
- Nathan Crowley e Kathy Lucas - Tenet
- Peter Francis e Cathy Featherstone - The Father - Nulla è come sembra (The Father)
- Mark Ricker, Karen O'Hara e Diana Stoughton - Ma Rainey's Black Bottom

### Migliori costumi
- Ann Roth - Ma Rainey's Black Bottom
- Alexandra Byrne - Emma.
- Massimo Cantini Parrini - Pinocchio
- Bina Daigeler - Mulan
- Trish Summerville - Mank

### Miglior trucco e acconciatura
- Sergio Lopez-Rivera, Mia Neal e Jamika Wilson - Ma Rainey's Black Bottom
- Mark Coulier, Dalia Colli e Francesco Pegoretti - Pinocchio
- Eryn Krueger Mekash, Matthew Mungle e Patricia Dehaney - Elegia americana (Hillbilly Elegy)
- Marese Langan, Laura Allen e Claudia Stolze - Emma.
- Gigi Williams, Kimberley Spiteri e Colleen LaBaff - Mank

### Migliori effetti speciali
- Andrew Jackson, David Lee, Andrew Lockley e Scott Fisher - Tenet
- Nick Davis, Greg Fisher, Ben Jones e Santiago Colomo Martinez - L'unico e insuperabile Ivan (The One and Only Ivan)
- Sean Faden, Anders Langlands, Seth Maury e Steve Ingram - Mulan
- Matthew Kasmir, Christopher Lawrence, Max Solomon e David Watkins - The Midnight Sky
- Matt Sloan, Genevieve Camilleri, Matt Everitt e Brian Cox - Love and Monsters

### Miglior montaggio
- Mikkel E. G. Nielsen - Sound of Metal
- Alan Baumgarten - Il processo ai Chicago 7 (The Trial of the Chicago 7)
- Giōrgos Lamprinos - The Father - Nulla è come sembra (The Father)
- Frédéric Thoraval - Una donna promettente (Promising Young Woman)
- Chloé Zhao - Nomadland

### Miglior sonoro
- Nicolas Becker, Jaime Baksht, Michelle Couttolenc, Carlos Cortés e Phillip Bladh - Sound of Metal
- Ren Klyce, Coya Elliott e David Parker - Soul
- Ren Klyce, Jeremy Molod, David Parker, Nathan Nance e Drew Kunin - Mank
- Warren Shaw, Michael Minkler, Beau Borders e David Wyman - Greyhound - Il nemico invisibile (Greyhound)
- Oliver Tarney, Mike Prestwood Smith, William Miller e John Pritchett - Notizie dal mondo (News of the World)

### Migliore colonna sonora
- Trent Reznor, Atticus Ross e Jon Batiste - Soul
- Terence Blanchard - Da 5 Bloods - Come fratelli (Da 5 Bloods)
- Emile Mosseri - Minari
- James Newton Howard - Notizie dal mondo (News of the World)
- Trent Reznor e Atticus Ross - Mank

### Migliore canzone originale
- Fight for You (musiche di H.E.R. e Dernst Emile II, testo di H.E.R. e Tiara Thomas) - Judas and the Black Messiah
- Hear My Voice (musiche di Daniel Pemberton, testo di Daniel Pemberton e Celeste Waite) - Il processo ai Chicago 7 (The Trial of the Chicago 7)
- Husavik (musiche e testo di Savan Kotecha, Fat Max Gsus e Rickard Göransson) - Eurovision Song Contest - La storia dei Fire Saga (Eurovision Song Contest: The Story of Fire Saga)
- Io sì (Seen) (musiche di Diane Warren, testo di Diane Warren, Laura Pausini e Niccolò Agliardi) - La vita davanti a sé
- Speak Now (musiche e testo di Leslie Odom Jr. e Sam Ashworth) - Quella notte a Miami... (One Night in Miami...)

### Miglior documentario
- Il mio amico in fondo al mare (My Octopus Teacher), regia di Pippa Ehrlich e James Reed
- El agente topo, regia di Maite Alberdi
- Collective (Colectiv), regia di Alexander Nanau
- Crip Camp - Disabilità rivoluzionarie (Crip Camp), regia di Nicole Newnham e Jim LeBrecht
- Time, regia di Garrett Bradley

### Miglior cortometraggio
- Due estranei (Two Distant Strangers), regia di Travon Free e Martin Desmond Roe
- Feeling Through, regia di Doug Roland
- The Letter Room, regia di Elvira Lind
- The Present, regia di Farah Nabulsi
- White Eye, regia di Tomer Shushan

### Miglior cortometraggio documentario
- Colette, regia di Anthony Giacchino
- A Concerto Is a Conversation, regia di Kris Bowers e Ben Proudfoot
- Do Not Split, regia di Anders Hammer
- Hunger Ward, regia di Skye Fitzgerald
- A Love Song for Latasha, regia di Sophia Nahli Allison

### Miglior cortometraggio d'animazione
- Se succede qualcosa, vi voglio bene (If Anything Happens I Love You), regia di Michael Govier e Will McCormack
- Genius loci, regia di Adrien Mérigeau
- Já-Fólkið, regia di Gísli Darri Halldórsson
- Opera, regia di Erick Oh
- La tana (Burrow), regia di Madeline Sharafian

## Premi speciali

### Premio umanitario Jean Hersholt
- Tyler Perry[8]
- Motion Picture & Television Fund[8]